# Silau Malaha
Silau Malaha is een bestuurslaag in het regentschap Simalungun van de provincie Noord-Sumatra, Indonesië. Silau Malaha telt 2820 inwoners (volkstelling 2010).